# 化身博士 (游戏)
《化身博士》是一款由日本電子遊戲開發商Advance Communication Company（日语：アドバンスコミュニケーション株式会社）開發，東寶於1988年4月在红白机平台上發行的横向卷轴动作游戏，美版於翌年4月由萬代發行。本遊戲是基于由英國蘇格蘭小說家罗伯特·路易斯·斯蒂文森於1886年出版的同名中篇小说改编而成。根据玩家躲避攻击或者被攻击的选择，游戏过程将在杰基尔博士和海德先生这两个角色之间切换。

## 剧情
19世纪的英吉利。
作为医学博士的亨利·杰基尔在持续的研究中得出了结论，人类的精神是由善和恶所构成的。
杰基尔为了证明他自己的说法，发明了将善与悪分离开来的药品，用自己的身体进行试验，继续着研究。
引用了这种药剂之后，持有温厚和理智的善良的心的“杰基尔”博士就变成了有着残虐而野蛮的人格的邪恶的新的“海德先生”了。
变身为“海德先生”后的杰基尔所看到的事物反映到眼里和心里，完全是以丑陋的姿态所呈现的，就好像身体和心灵都被恶魔所占领了一样，做了一切能做的恶德。
然而，杰基尔不断地将自身放到试验台上做试验的代价就是精神和肉体逐渐地被侵蚀，
即便不服用药物了，
街头的种种的事件也给博士不断带来压力，
尽管自己的能动地避免这件事，也无可避免地“海德先生”化了。
在和未婚妻米莉森特即将结婚之际，
无意识地作为“海德先生”反复进行着残虐的行为、
朝着毁灭的道途一步一步走着的杰基尔呀，
所等待着他的，将是怎样的命运呢？

### 结局
本作采用了多重结局，
如果是单纯地让杰基尔博士最后到达的话，
并不会在教会前看到未婚妻的身姿，
这个结局就是“杰基尔博士因为不知道自己会不会变成海德先生而不会与未婚妻结婚”，
详细的情节并未被描写，而只是以教会的建筑作为背景、在播放《婚礼进行曲》的同时显示“End”的坏结局。
要看到真结局的话，
就需要让杰基尔博士到达最终关后，
以海德先生的模式进入最后的地点（教会），
并必须击倒作为最终BOSS等待在那里的“魔界王雷丘尔（レテュール）”。
打倒「魔界王雷丘尔」后，杰基尔博士会变为原状，
这是因为「杰基尔博士所持的本来的心打赢了海德先生的邪恶的心，
炸弹狂魔也被神所制裁了」，
在这之后敌人就都消失了，
也不会再度变成海德先生了，可以顺利地抵达教堂。

## 游戏玩法
这个游戏的剧情是基于罗伯特·路易斯·斯蒂文森的小说的，主要是杰基尔博士在他前往他的未婚妻米莉森特小姐的婚礼的路上所发生的事情。
 
该游戏有双重结局，取决于结束游戏时玩家所操纵的是哪个角色先到达教堂的——是杰基尔博士抑或是海德先生。
当杰基尔博士拄着他在手里的拐杖前往教堂时，
几个镇民、动物和其他的障碍物组当了他的前进，导致他变得十分生气。
 
当他的压力值到顶的时候，杰基尔博士就会化身为海德先生。
游戏这时会切换到恶魔世界，在那里海德先生会使用“心灵波动”对复数个敌人开火。
 
术语“心灵波动”事实上被骄傲地展示在了美版游戏的包装盒上。
 
当海德先生杀死这些个怪物后，他的愤怒值将减少并最终化身回杰基尔博士。

这款游戏共有六关，但是这些关卡在美版和日版之中是有差别的。
日版以如下顺序排列：城市、公园、小巷、城镇、墓地、街道。
然而，北美版替换了几个关卡并以此顺序排列：城镇、墓地、城镇、公园、墓地、街道。
和日版相比，北美版也移除了一些精灵图和关卡中的一些片段。
游戏开始于控制杰基尔博士向右走前往教堂。
和大多数的此类平台跳跃游戏相比，
杰基尔博士不能攻击他所遇到的大多数的敌人（尽管他使用一把拐杖来保持平衡），
因此最好的办法不是直面敌人带来的攻击而是躲避敌人。
当他被敌人和障碍物攻击了的时候，
他的生命值将降低而其愤怒值将上升。
若他的生命值已经完全耗尽了，
杰基尔博士将死亡并且游戏将结束。
如果他的愤怒值完全充满了，
他将化身为海德先生。
白昼将转化为夜晚，而怪物们将出现。
在这时，At this point, 
关卡将水平镜像，此外，海德先生将在自动从右向左滚动的屏幕场景中行走。
海德先生必须尽可能快地杀死怪物以转变回杰基尔博士，
杀死恶灵将以最快的幅度回复愤怒值，
尽管杀死其他怪物也会以小的幅度回复这个值。
玩家一转变回杰基尔博士，他生命值的70%将回复。
如果海德走到了杰基尔在之前走到的点的话（除了游戏最后一段），
一道闪电会立刻打到他身上并劈死他。
 
因此，游戏的目标是在作为杰基尔博士时尽可能高速地前进并在作为海德先生的时候尽可能块地转变回去。
然而，更进一步的好结局要求玩家策略性地带着海德先生到达教堂，但必须确保杰基尔博士在最终关卡之前一直领先于海德先生。

## 评价
| 媒体                     | 得分  |
| ------------------------ | ----- |
| AllGame                  | [ 2 ] |
| Game Informer            | 5/100 |
| Fami通                   | 19/40 |
| Aktueller Software Markt | 30/50 |
| Just Games Retro         | [ 7 ] |
| Questicle.net            | B-    |

游戏刚发售时的评价是好坏参半的，随着时间的推移，评价逐渐转为了负面。评论家们引用其低质量的图形、令人迷惑的游戏玩法和对于原著角色和设定的低劣使用。  达雷尔·蒙蒂（Darrell Monti）在《任天堂生活》中将其称作是他所在NES上玩过的最坏的游戏。 在2004年，《Game Informer》只给出了五分（满分是100分），在评测的结尾，写道“在任何的基本层面上，《化身博士》可能是NES平台上最不具可玩性的垃圾。” 在2006年4月8日，“憤怒電玩宅”发布了其系列的第二集，这让这款游戏在公众领域臭名昭著。
在2018年，《Eurogamer》把这款游戏放到了八十年代最差的十款游戏中的第八名。作者们抱怨这款游戏并未给玩家介绍任何东西，一些角色会伤害玩家，而另外的一些则不会。他们称这款游戏的体验是沮丧且令人迷惑的。 IGN认为这款游戏的美版封面是有史以来第三糟糕的游戏封面艺术。